# Талала, Владимир Леонтьевич
Владимир Леонтьевич Талала (22 августа 1922, Одесса — ?[уточнить]) — советский художник-гримёр.

## Биография
Родился 22 августа 1922 году в Одессе в семье театрального служащего.
В 15 лет придя на пробы на роль на кинофабрику увидел работу гримёра, попросился помощником.
В 1934 году окончил художественно-архитектурный техникум и с 1938 года работал на Одесской киностудии.
Впервые самостоятельно попробовал свои силы фильме В. Брауна «Моряки».
Участник Великой Отечественной войны первого её дня — вначале рядовой в истребительном отряде 12-й армии на Южном фронте, затем сержант в 20-й горнострелковой дивизии на Северо-Кавказском фронте.

О разведчике Талала могли бы рассказать защитники Одессы и Кавказа, бойцы разведывательной роты 12-й армии. Между прочим, они непременно вспомнили бы один случай, когда мирная профессия гримера помогла выполнить боевое задание: с помощью обычного гуммиарабика он так разрисовал лицо своего товарища, что немецкие патрули шарахались от него, от прокаженного. И боевая задача была успешно выполнена.— Новини кіноекрана, 1975
В мае 1943 года получил тяжёлое ранение и был комиссован. За подвиги мая 1942 — марта 1943 годов в 1946 году награждён Орденом Славы III степени, также награждён медалями «За оборону Кавказа» (1945) и «За победу над Германией» (1945) и орденом Отечественной войны I степени (1985).

Прямо со съемки ушел Талала в действующую армию, служил на многих фронтах, был тяжело ранен. Выписавшись из госпиталя, кавалер четырех боевых орденов и медалей вернулся к мирному труду. Стремление к совершенствованию мастерства привело его на «Мосфильм». Здесь он работал в картинах М. Ромма, В. Пудовкина, Г. Александрова. Теперь на Одесской киностудии у него учится молодёжь. Его учеников можно встретить на многих киностудиях страны. Владимир Леонтьевич — ударник коммунистического труда.— Советский экран, 1963
После войны полвека работал гримёром на Одесской киностудии. До 1997 года преподавал киногрим молодым гримёрам в Одесском театрально-художественном училище. 

## Избранная фильмография
Художник-гримёр более 60 фильмов, в том числе:
- 1939 — Моряки
- 1940 — Небеса
- 1941 — Боксёры
- 1941 — Дочь моряка
- 1941 — Танкер «Дербент»
- 1956 — Шарф любимой
- 1956 — Моя дочь
- 1957 — Страницы былого
- 1958 — На зелёной земле моей
- 1959 — Черноморочка
- 1960 — Сильнее урагана
- 1962 — Исповедь
- 1963 — Мечте навстречу
- 1964 — Звезда балета
- 1964 — Одиночество
- 1965 — Эскадра уходит на запад
- 1966 — Формула радуги
- 1967 — Ребёнок
- 1967 — Тихая Одесса
- 1968 — День ангела
- 1969 — Опасные гастроли
- 1970 — Меж высоких хлебов
- 1972 — Схватка
- 1973 — Мальчишку звали Капитаном
- 1974 — Здравствуйте, доктор!
- 1974 — Контрабанда
- 1977 — Фантазии Веснухина
- 1978 — Квартет Гварнери
- 1978 — Отряд особого назначения
- 1979 — Особо опасные…
- 1981 — Колесо истории
- 1984 — Действуй по обстановке!
- 1985 — Искушение Дон-Жуана
- 1987 — Даниил — князь Галицкий
- 1989 — Дежа вю

Он участвовал в создании более шестидесяти кинокартин; многие из них известны за пределами нашей Родины. Все пристальнее и требовательнее становился взгляд художника. Вместе с режиссёрами он искал и создавал самые типичные черты для каждого персонажа.— Про тих, кого не бачимо на экранiх // Новини кіноекрана, 1975

## Награды
- Ордена Отечественной войны 1 степени, Славы 3 степени.

- Медали "За оборону Кавказа", "За победу над Германией в Великой Отечественной войне 1941 - 1945 гг.".

- Знак "Отличник кинематографии СССР".